# Leon van den Broek
Leon van den Broek (Gemert, 1947 - Nijmegen, 8 december 2013) was een Nederlandse wiskundige die een belangrijke bijdrage heeft geleverd aan de vernieuwing van het wiskundeonderwijs in Nederland. Hij overleed op 66-jarige leeftijd onverwacht aan een hartaanval. 

## Levensloop
Van den Broek was de zoon van een architect. Hij volgde de HBS en studeerde daarna in Nijmegen. Hij promoveerde in de wiskunde op het proefschrift 'Maten op Hilbertruimte'. In 1973 werd hij aangenomen als wiskundeleraar bij het Wagenings Lyceum, dat inmiddels Pantarijn heet. Daar schreef hij samen met collega's een wiskundemethode die zonder winstoogmerk voor en door wiskundedocenten is gemaakt: de Wageningse Methode. In 2007 nam Leon afscheid op het Pantarijn. Inmiddels was hij ook verbonden aan de Radboud Universiteit Nijmegen waarvoor hij onder andere het wiskundetoernooi organiseerde.  In samenwerking met de Radboud Universiteit Nijmegen schreef hij de digitale wiskundemethode Ratio voor begaafde vwo-leerlingen.  Leon van den Broek is ook bekend van de Stichting Wiskunde Kangoeroe, een stichting die jaarlijks een reken- en wiskundewedstrijd (de Wiskunde Kangoeroe) organiseert voor leerlingen van basis- en middelbare scholen, waarvan hij een aantal jaren directeur was.

## Werken
Leon van den Broek schreef veel boeken en artikelen waaronder zes boekjes in de Zebra-reeks, een reeks boekjes voor middelbare scholieren. 
- Van den Broek, L. (2007). Mijn mooiste Mathe. Nijmegen.
- Van den Broek, L. (2006). Lesmateriaal cTwo vwo wiskunde D.
- Van den Broek, L. (2007). Lesmateriaal cTwo vwo wiskunde C.
- Van den Broek, L. en Dolf van den Hombergh (2011). Meetkunde in beweging. Artikel in Nieuwe Wiskrant 31-2.
- Van den Broek, L. (2012, 12). Recensie vernieuwing Wageningse Methode.